# Karlheinz Senghas
Karlheinz Senghas (* 7. April 1928 in Stuttgart; † 4. Februar 2004 Gaiberg bei Heidelberg)  war ein deutscher Botaniker und wissenschaftlicher Leiter des Botanischen Gartens Heidelberg. Eines seiner Forschungsgebiete war die Familie der Orchideen. Sein botanisches Autorenkürzel lautet „Senghas“.

## Leben
Karlheinz Senghas wurde 1928 in Stuttgart geboren. 1939 zog die Familie – Karlheinz Senghas hatte noch eine jüngere Schwester – nach Mannheim, wo sein Vater, ein Soldat, stationiert war. 1945 wurde der 17-Jährige als Flakhelfer zur Wehrmacht eingezogen, zur gleichen Zeit zerstörte eine Bombe das Wohnhaus der Familie. Senghas' Schwester kam dabei ums Leben, seine Mutter wurde schwer verletzt. Karlheinz Senghas war für kurze Zeit Kriegsgefangener, er kam im Herbst 1945 frei.
Nach dem Krieg konnte Karlheinz Senghas die Schule mit dem Abitur abschließen und 1949 in Heidelberg ein Studium der Biologie aufnehmen. Sein Studium schloss Senghas 1954 ab, 1959 folgte die Promotion, unter Aufsicht von Werner Rauh. Rauh stellte ihn als Mitarbeiter am Botanischen Institut in Heidelberg ein, 1960 erhielt er dann die Stelle als Kustos und wissenschaftlicher Leiter des Botanischen Gartens Heidelberg. Ebenfalls 1960 begann er seine Mitarbeit am „Schmeil-Fitschen“, einer Exkursionsflora.
1956 hatte Senghas seine Frau Irmgard geheiratet. Das Paar bekam drei Söhne. Seit 1972 lebte er mit seiner Familie bis zu seinem Tod über 30 Jahre in Gaiberg.
Am Heidelberger Botanischen Garten baute Senghas eine umfangreiche Sammlung von Orchideen auf. In den Jahren seiner Tätigkeit, zwischen 1960 und 1993, stieg die Zahl der kultivierten Arten von 400 auf etwa 6000. Seine Schriften zu Orchideen sind ebenfalls sehr umfangreich, in mehr als 300 Publikationen befasste er sich mit diesem Thema. Darunter sind neben wissenschaftlichen Arbeiten auch zahlreiche Schriften, die sich an Laien richten. Er engagierte sich in der Deutschen Orchideen-Gesellschaft und in der Vereinigung Deutscher Orchideenfreunde.
Von 1970 bis 2002 erschien in Einzellieferung „Die Orchideen“ – laut Titel die dritte Auflage des gleichnamigen Werkes von Rudolf Schlechter, tatsächlich eine vollständig neue Ausgabe. Die fast 4000 Seiten in mehreren Bänden, gemeinsam von Senghas, Brieger und Maatsch herausgegeben, wurden das Standardwerk zur Familie der Orchideen.
Er war auch zusammen mit Werner Rauh Herausgeber von Schmeil-Fitschen: Flora von Deutschland für die Auflagen 81–88, 1967–1988. Auch für die 89.–92. Auflage (1993–2003) war er Mitherausgeber zusammen mit Siegmund Seybold.
Auch nach seiner Pensionierung 1993 forschte und publizierte er weiter. Karlheinz Senghas starb am 4. Februar 2004 in Gaiberg.

## Ehrungen
Nach ihm benannt wurde 2001 die Orchideengattung Senghasiella Szlach.

## Veröffentlichungen (Auswahl)
- als Hrsg. mit Werner Rauh: Otto Schmeil, Jost Fitschen: Flora von Deutschland und seinen angrenzenden Gebieten. (1903); 88. Auflage. Heidelberg/Wiesbaden 1988.
- Schlechter, Rudolf: Die Orchideen. Handbuch für Orchideenliebhaber, Züchter und Botaniker; Beschreibung, Kultur und Züchtung. 3. Auflage, Verlag Paul Parey.
- Orchideen. Pflanzen der Extreme, Gegensätze und Superlative. 1993, Verlag Paul Parey.